# Ý phi
Ý phi (chữ Hán: 懿妃) là một tước hiệu được phong cho các phi tần trong thời phong kiến ở vùng Á Đông. Từ Ý (懿) trong mỹ hiệu mang ý nghĩa là "tốt đẹp".

## Trung Quốc

### Minh
- Hoàng Ý phi, thụy Đoan Hòa (端和), phi tần của Minh Anh Tông.
- Triệu Ý phi, phi tần của Minh Thế Tông.
- Vu Ý phi, phi tần của Minh Mục Tông.
- Phó Ý phi, nguyên là thứ thiếp của Minh Quang Tông khi còn ở tiềm để, Minh Hy Tông gia phong Ý phi.

### Thanh
- Từ Hi Thái hậu, phi tần của Văn Tông Hàm Phong, từng được phong làm Ý phi.

## Việt Nam
- Gia Dụ Hoàng hậu, chánh phi của chúa Tiên Nguyễn Hoàng, chúa Vũ Nguyễn Phúc Khoát truy tặng làm Ý phi.

Thời nhà Nguyễn, mỹ hiệu Ý còn được ban cho tước Tần:
- Nguyễn Thị Huyên, phi tần của Hiến Tổ Thiệu Trị, được phong Ý tần ở hàng Tứ giai.

## Triều Tiên
- Dã Tốc Chân, thứ phi của Cao Ly Trung Tuyên Vương, được truy tặng Ý phi.